# Dimensionamento delle linee elettriche

## Introduzione
Le linee elettriche sono dimensionate in modo che in ogni condizione di normale funzionamento la caduta di tensione ΔU sia sempre molto contenuta (entro pochi punti percentuali dalla tensione di alimentazione), per garantire che ai carichi siano applicate tensioni che si scostino di poco dalla tensione nominale.
La massima caduta di tensione ammissibile è dettata dagli utilizzatori, in particolare:
- Lampade ΔU < 4%
- Motori  ΔU < 10%

Queste condizioni devono essere rispettate soprattutto per le reti BT, in quanto queste sono sprovviste di dispositivi di regolazione della tensione; quindi nel progetto di una linea la ΔU diventa una specifica.
Inoltre la norma CEI 64-8 (Impianti elettrici utilizzatori di bassa tensione, fino a 1000 V in c.a. e a 1500 V in c.c.) consiglia di attestare la caduta di tensione a valori inferiori al 4% della tensione nominale dell'impianto (eccezion fatta per gli impianti di illuminazione esterna per i quali il limite massimo è portato al 5%).
Ci si pone lo scopo di dimensionare una linea elettrica in MT (media tensione ~ U>1000V) e in BT (bassa tensione ~ U=230V o 400V), conoscendo le dislocazione e le potenze dei carichi.

## Dimensionamento
Si sviluppa in due parti:
- Calcolo preliminare, che consiste nella determinazione delle sezioni del conduttore che soddisfano precise condizioni;
- Calcolo di verifica, che consiste nella verifica delle condizioni imposte, una volta determinata la sezione.

I criteri fondamentali usati per il dimensionamento delle linee elettriche di distribuzione MT e BT sono i seguenti:
1. Dimensionamento elettrico
2. Dimensionamento termico

### Dimensionamento elettrico
Conoscendo tensione di alimentazione, potenze assorbite dai carichi e la loro dislocazione si procede al calcolo dell'equazione dei momenti amperometrici applicati alla linea in corrente continua:
{\displaystyle \Delta U={U_{A}}-{U_{k}}=\sum _{h=1}^{k}R_{Ah}I_{h}=2{\rho  \over S}\sum _{h=1}^{k}l_{Ah}I_{h}}
o in corrente alternata:
{\displaystyle \Delta U={U_{A}}-{U_{k}}=\sum _{h=1}^{k}R_{Ah}I_{h}\cos \varphi _{h}+\sum _{h=1}^{k}X_{Ah}I_{h}\sin \varphi _{h}}
Imposta la caduta di potenziale ΔU, si stabilisce come realizzare la linea (aerea o in cavidotto).
Quindi si definisce in base al materiale la sua resistività ρ (tipicamente rame o alluminio), resta come unica incognita la sezione minima S ed esplicitandola otteniamo:
{\displaystyle S\geq 2{\rho  \over \Delta U}\sum _{h=1}^{k}l_{Ah}I_{h}}
questa può essere usata anche per una linea il corrente alternata con caduta di tensione reattiva trascurabile (come avviene per le linee in cavo). Qualora non fosse trascurabile la situazione si complica in quanto la sezione S influenza sia la resistenza che la reattanza secondo espressioni non invertibili.
Quindi si utilizzano metodi di calcolo automatico iterativi; per avere comunque un'idea del calcolo si procede alla seguente semplificazione:
- Si calcola la S con la relazione:
{\displaystyle S\geq K{\rho  \over \Delta U}\sum _{h=1}^{k}l_{Ah}I_{h}\cos \varphi _{h}+K{X_{l} \over \Delta U}\sum _{h=1}^{k}l_{Ah}I_{h}\sin \varphi _{h}}
K è un coefficiente che assume i seguenti valori:
  -     - 2 per linee monofase;
    - √3 per linee trifase;
- La ΔU calcolata deve essere tale che:
{\displaystyle \Delta U<\ \Delta U_{max}}
Da questa relazione si determina la sezione teorica S.
- Si sceglie il valore di sezione commerciale approssimato per eccesso e si calcola la ΔU effettiva ΔU_eff.
- Se {\displaystyle \Delta U_{eff}<\ \Delta U_{max}} il tipo di tale conduttore ha superato la verifica della massima caduta di tensione.

### Dimensionamento termico
È il criterio prevalente per linee molto corte e in particolare per i cavi e le sbarre.
Il surriscaldamento dovuto a densità di corrente elevata altera la bontà della trasmissione in quanto aumenta la resistenza; di conseguenza le caratteristiche di isolamento dei cavi non sono più garantite.
Per le linee in cavo il dimensionamento termico consiste nell'adottare sezioni tali da garantire che in nessun punto la temperatura raggiunga valori pericolosi per l'isolamento, scegliendo il tipo di cavo in funzione del numero di conduttori, del livello di isolamento e del tipo di posa. 
Per definire i criteri si consideri un cavo di resistività ρ, di lunghezza L e di sezione S:
{\displaystyle R=\rho {L \over S}=\left.\rho {1 \over S}\right|_{L=1}[\Omega ]}
A regime (quando la temperatura si stabilizza), tutto il calore prodotto per effetto Joule {\displaystyle P_{j}} viene trasmesso all'ambiente esterno {\displaystyle P_{t}}.
In condizioni di equilibrio termico: {\displaystyle P_{j}=P_{t}\rightarrow \rho {1 \over S}I^{2}=Ks\Delta \theta }
dove
- K è l'adduttanza termica ossia il numero di Watt di calore dispersi dall'unità di superficie, per ogni grado di sovratemperatura di quel conduttore
- s è la superficie disperdente per unità di lunghezza del conduttore
- Δθ = θc - θa è la sovratemperatura del conduttore rispetto alla temperatura ambiente θa

si ricava l'espressione dell'intensità di corrente e della densità di corrente:
{\displaystyle I={\sqrt {{Ks\Delta \theta } \over \rho }}}
{\displaystyle \sigma ={I \over A}={\sqrt {{Ks\Delta \theta } \over {\rho A}}}}
Quindi dalla condizione di equilibrio termico si determinano le correnti e densità di corrente massime ammissibili {\displaystyle I_{max}} e {\displaystyle \sigma _{max}}.
Va poi individuato il tratto di linea in cui la corrente presenta l'intensità più elevata (si tratta di un tratto attiguo ad una sezione di alimentazione) e quindi, facendo uso delle tabelle fornite dal costruttore, si individua la sezione che ha portata non inferiore a {\displaystyle I_{max}}
Eseguito il calcolo preliminare si dovrà scegliere il valore della sezione commerciale prossimo per eccesso al valore calcolato e quindi verificare che risulti:
{\displaystyle \sigma \leq \sigma _{max}}
{\displaystyle \Delta U\leq \Delta U_{max}}

## Dimensionamento complessivo
I criteri illustrati non sono gli unici possibili, per esempio il criterio del massimo tornaconto economico (consiste nella determinazione della sezione che rende minimo l'onere totale annuo).
Un altro può essere quello della rendita di corrente costante (che comporta sezioni di conduttore diverse per i tratti di linea aventi correnti diverse).
Inoltre il vincolo potrebbe essere posto invece sulle perdite di linea, in modo da ottenere un prefissato rendimento di trasmissione

### Messa in opera
Altri aspetti del dimensionamento di una linea sono il dimensionamento per le sollecitazioni meccaniche e chimiche, del tipo di posa e di ancoraggio, dei supporti (in particolare dei pali o dei tralicci, per le linee aeree), fino alla determinazione del tipo di terminazione delle estremità.

### Dimensionamento nel cablaggio di impianti ad uso residenziale
In questo caso il criterio di partenza consiste nel considerare la portata del limitatore di corrente (magnetotermico) installato a monte. La sezione minima calcolata, per rispettare i desiderati limiti termici e/o di caduta di tensione tollerabile, deve essere tale che in ogni punto dell'impianto, a valle di una data protezione, sia ammissibile la massima corrente attraversabile da tale protezione. Questo significa che di norma non ha senso cablare l'impianto ad "albero", come si fa con gli impianti idraulici (ovvero con montanti principali di sezione maggiorata, seguiti dai rami a sezione minore), ma ogni ramo deve essere di sezione calcolata in modo tale da sopportare la massima corrente erogabile, perciò sarà la stessa dal montante fino ad ogni punto di prelievo.